# Exoprosopa lugens
Exoprosopa lugens är en tvåvingeart som beskrevs av Paramonov 1928. Exoprosopa lugens ingår i släktet Exoprosopa och familjen svävflugor. Inga underarter finns listade i Catalogue of Life.